# Reuben Zellman
Reuben Zellman (California, 1978) es un profesor, escritor, rabino y músico estadounidense. Fue la primera persona transgénero que aceptó el Colegio de la Unión Hebrea - Instituto Judío de Religión en 2003, donde se ordenó rabino en 2010.

## Biografía
Ha pasado la mayor parte de su vida en el Área de la Bahía de San Francisco, y se licenció en lingüística en la Universidad de California en Berkeley.
Canta como tenor en un coro en la Grace Cathedral de San Francisco.